# Uwe Strümpel

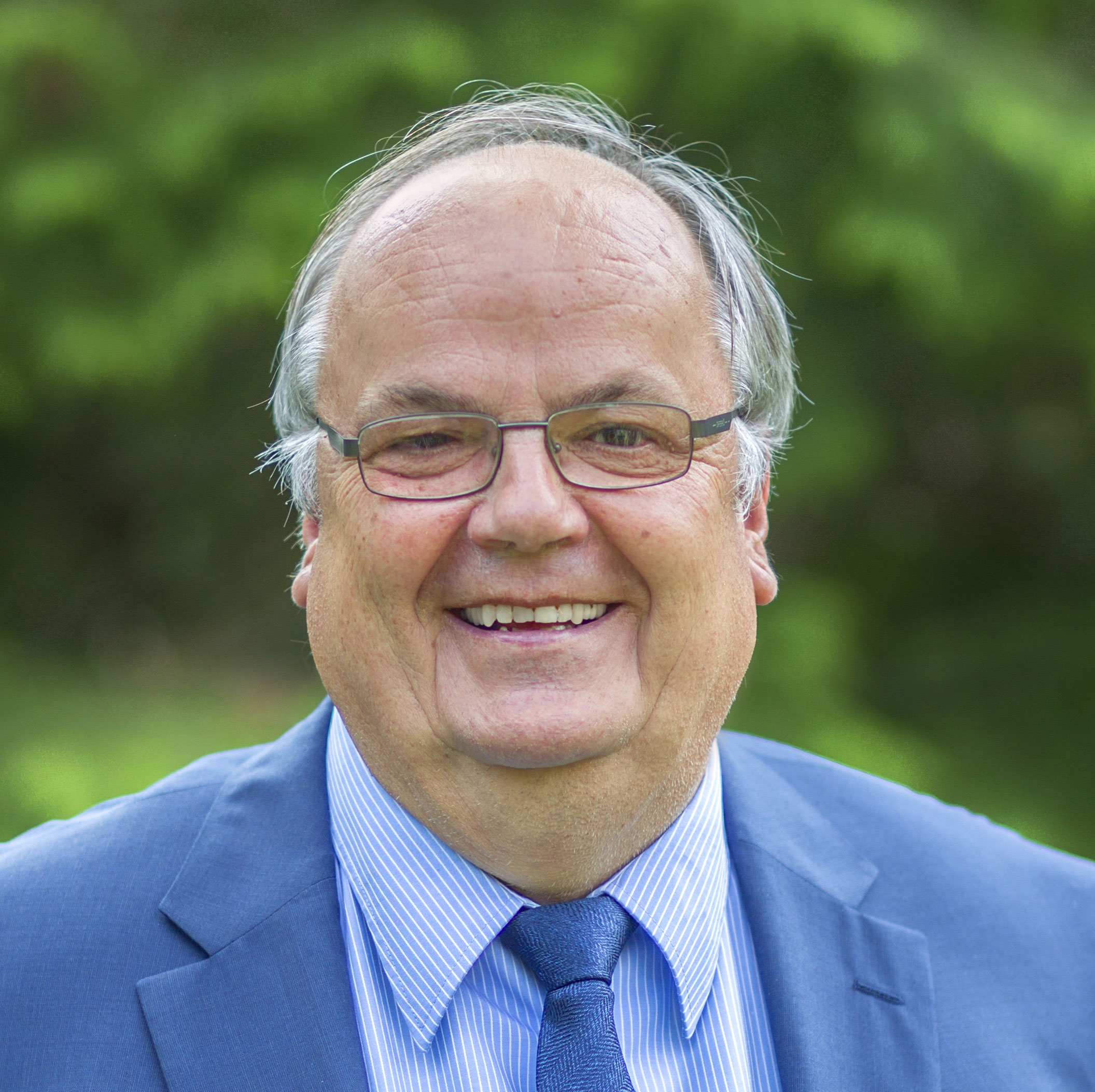
Uwe Strümpel, 2012

Uwe Strümpel (* 6. Juni 1946 in Klein Bartensleben) ist ein deutscher Politiker (SPD) und ehemaliger Lehrer und Schulleiter.

## Leben
Strümpels Familie flüchtete 1954 aus der damaligen DDR aus politischen Gründen nach Ingeleben in Niedersachsen, wo die Eltern einen Gemischtwarenladen aufbauten. Später kam eine Poststelle hinzu. Uwe Strümpel arbeitete im elterlichen Geschäft mit. 1966 legte er das Abitur in Schöningen ab, studierte danach Lehramt für die Volks- und Realschule in Braunschweig und arbeitete danach 1969 als Lehrer in Müden-Dieckhorst. Ein Jahr später wechselte er zur Grundschule Ostendorf in Helmstedt. Er gehörte zunächst dem Gründungskollegium der sogenannten Orientierungsstufe in der ehemaligen Conringschule an, ehe er 1974 dorthin wechselte. 1983 wurde er zum Schulleiter der Orientierungsstufe Lorenz-von-Mosheim ernannt, bis die Orientierungsstufe wegfiel. Zum Schuljahr 2003/2004 wirkte er an der Errichtung der Giordano-Bruno-Gesamtschule mit. Er war auch deren Gründungsdirektor bis zur Pensionierung. Ehrenamtlich war er als Jugendtrainer mehrerer Fußballmannschaften tätig.
Strümpel ist seit 1970 verheiratet. Das Paar hat drei Kinder und drei Enkelkinder.

## Politik
1972 trat Strümpel der SPD bei, in der er zahlreiche Funktionen ausübte. Er gehört dem Helmstedter Stadtrat seit 1986 an, in dem er lange Jahre Fraktionsvorsitzender war. Seit 2011 ist er durch Vorzugsstimmen auch Mitglied des Helmstedter Kreistags. Bei der Landtagswahl 2013 gewann er das Direktmandat im Wahlkreis Helmstedt gegen Elisabeth Heister-Neumann  und zog so in den Landtag ein. Hätte er seinen Wahlkreis nicht gewonnen, wäre er nicht in den Landtag eingezogen: Er kandidierte auf dem letzten Platz der Landesliste der SPD.